# Petaurus notatus
Petaurus notatus is een zoogdier uit de familie van de buideleekhoorns (Petauridae). De wetenschappelijke naam van de soort werd voor het eerst geldig gepubliceerd door Wilhelm Peters in 1859.

## Taxonomie
De soort is nauw verwant aan de suikereekhoorn (Petaurus breviceps), waarmee het lang is verward. Een studie uit 2020 verhelderde de taxonomie van de Australische populaties die voorheen tot de suikereekhoorn (P. breviceps) werden gerekend en splitste deze soort in drie soorten: Petaurus ariel, Petaurus breviceps en Petaurus notatus. Onder deze nieuwe indeling komt de suikereekhoorn (P. breviceps) slechts voor in een klein gebied in de kustbossen ten oosten van de Great Dividing Range en worden de overige populaties in het oosten van Australië tot P. notatus gerekend.
Populaties uit Nieuw-Guinea worden onder voorbehoud onder deze soort ondergebracht, maar vertegenwoordigen waarschijnlijk meerdere aparte soorten.

## Beschrijving
De soort kan worden onderscheiden van P. breviceps door zijn duidelijker gedefinieerde mid-dorsale streep en een dunnere staart, met een langere vacht aan de basis, die naar de punt toe korter wordt. De soort heeft ook een witte punt aan zijn staart.

## Voorkomen

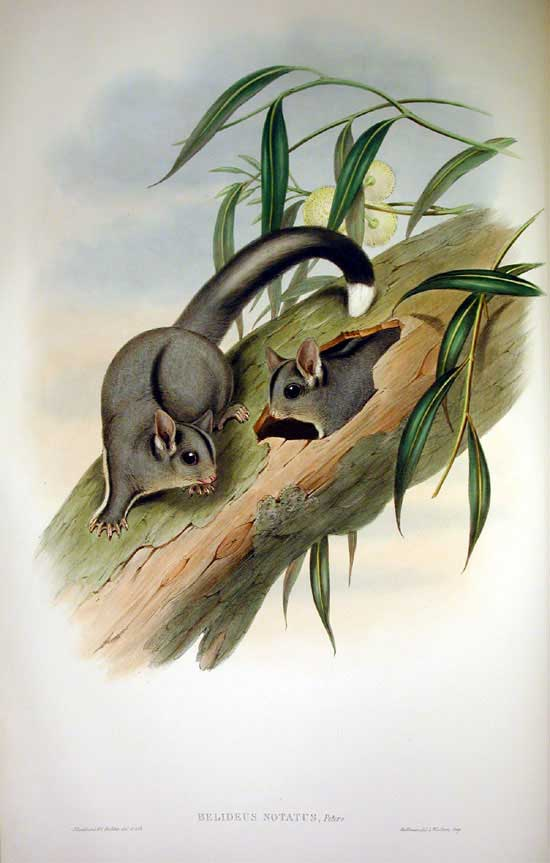
Nest van P. notatus in een holle Eucalyptusboom, John Gould, 1861

De soort komt wijdverspreid voor in oostelijk Australië en is waarschijnlijk de meest voorkomende soort uit het geslacht Petaurus. Het komt voor vanaf de kust van noordelijk Queensland, door het binnenland van Queensland en New South Wales, tot in Victoria en Zuid-Australië. Deze soort komt alleen voor ten westen van de Great Dividing Range in Queensland en New South Wales, die dient als een geografische barrière met de kustgebieden waarin de suikereekhoorn (Petaurus breviceps) voorkomt.
De soort komt tevens voor op Tasmanië, waar hij in 1835 waarschijnlijk is geïntroduceerd vanuit Melbourne.
Populaties van Petaurus in Nieuw-Guinea vertegenwoordigen waarschijnlijk een apart soortcomplex, maar zijn voorlopig ingedeeld in P. notatus totdat ze verder kunnen worden bestudeerd. Deze suikereekhoorns zijn ook te vinden in de Bismarckarchipel, de Louisiaden en bepaalde eilanden van Indonesië, zoals Halmahera in de Noord-Molukken.

## Habitat
De soort komt voor in veel verschillende habitats, van regenwouden en kokosnootplantages, tot droge sclerofylle bossen. De belangrijkste habitatvereisten zijn een groot aantal takken in het bladerdak en een dichte midden- en bovenbladbedekking, die waarschijnlijk een efficiënte beweging door het bladerdak mogelijk maken.

## In gevangenschap

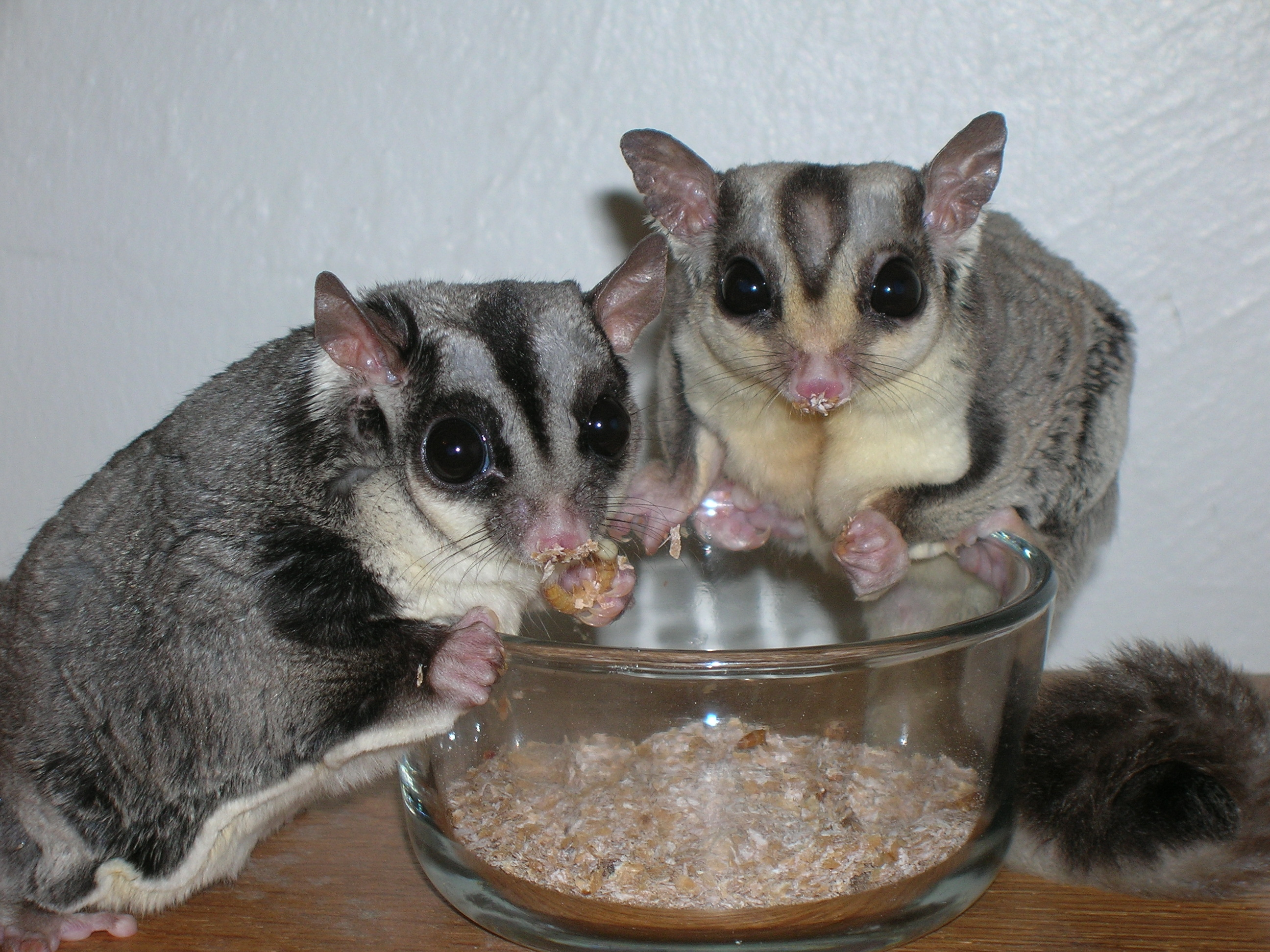
In gevangenschap bestaat het dieet vooral uit meelwormen.

DNA-analyse toont aan dat de populaties in gevangenschap in Amerika origineren uit West-Papoea. Deze populaties worden als suikereekhoorns (Petaurus breviceps) verkocht, maar zijn dus in feite afkomstig uit de Nieuw-Guinese populaties van P. notatus (die waarschijnlijk een aparte soort vertegenwoordigen).
De soort is populair als huisdier in de Verenigde Staten, waar hij in grote aantallen wordt gefokt. Echter, de dieren zijn niet geschikt als huisdier en er bestaan meerdere artikelen die aantonen waarom ze niet als huisdier gehouden zouden moeten worden. Er zijn reddingsorganisaties voor suikereekhoorns die deze dieren opvangen omdat de eigenaren er niet goed voor kunnen zorgen. De soort staat dan ook niet op de Nederlandse positieflijst voor huisdieren.